# Richard Connell
Richard Edward Connell Jr. (Poughkeepsie, 17 ottobre 1893 – Beverly Hills, 22 novembre 1949) è stato uno scrittore, giornalista e sceneggiatore statunitense.

## Biografia
Prolifico scrittore di racconti, è autore de La partita più pericolosa (1924) da cui hanno tratto il film Pericolosa partita (1932). È inoltre sceneggiatore di Arriva John Doe (1941) e Due ragazze e un marinaio (1944), nominati rispettivamente all'Oscar al miglior soggetto e alla miglior sceneggiatura originale.

## Opere

### Romanzi
- The Mad Lover (1928)
- Delitto in mare (Murder at Sea, 1929)
- Playboy (1936)
- What Ho! (1937)

### Raccolte di racconti
- The Sin of Monsieur Pettipon and Other Humorous Tales o Mister Braddy's Bottle and Other Humorous Tales (1922)
- Apes and Angels (1924)
- Variety (1925)
- Ironies (1930)

### Racconti più noti
- The Man Who Could Imitate a Bee (1924)
- La partita più pericolosa (The Most Dangerous Game, 1925)
- The Law Beaters (1930)